# Boxe au Québec

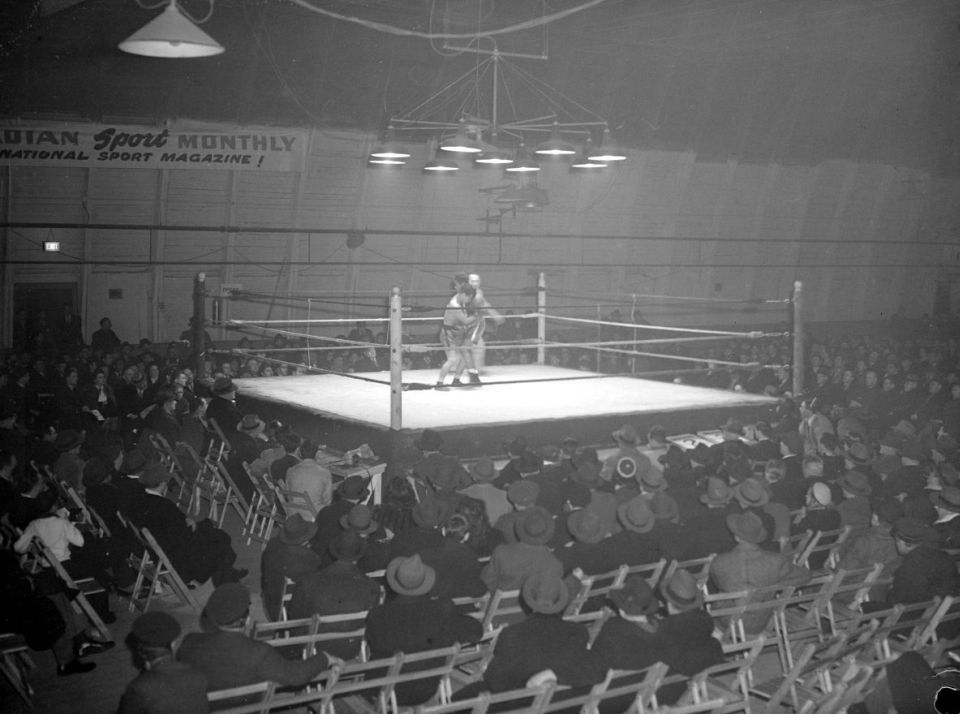
Combat de Boxe au Coliseum Skating Ring

Vers les années 1820, la boxe au Québec fait son apparition mais est contestée par la société de l’époque. Un siècle après, Montréal reçoit les boxeurs du monde entier. Le Québec et surtout Montréal sont le théâtre de multiples combats d'envergure.

## La boxe au Québec

### Les débuts de la boxe au Québec

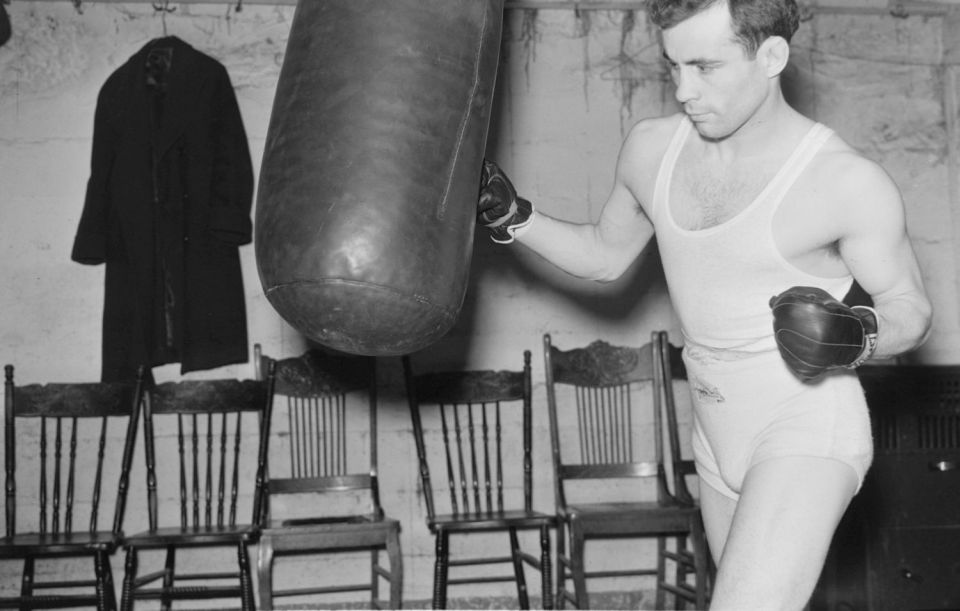
Dave Castilloux à l'entrainement en 1941, l'un des meilleurs boxeurs québécois de l'époque.

Au début du XXe siècle, plusieurs boxeurs québécois se battent aux États-Unis et changent même leur nom comme Ovila Chapdelaine alias Jack Delaney Bright Eyes (1900-1948), qui ne se battra qu'une seule fois au Québec (ses parents s'étant établis aux États-Unis lorsqu'il était encore enfant au début des années 1920). Ce dernier sera le premier Québécois à remporter un titre de champion du monde de boxe en défaisant Paul Berlenbach à Brooklyn, le 16 juillet 1926, devenant maître des poids mi-lourds. De la même manière, Léonard Dumoulin, alias Jack Renault (1895-1967), commence sa carrière au Québec et s'y produira plusieurs fois. Les raisons sont multiples mais les principales sont que la boxe est plus développée aux États-Unis et mieux organisée. Les cachets aussi sont meilleurs.
Le 23 octobre 1931 à Boston, Lucien "Lou" Brouillard devient le deuxième Québécois à mettre la main sur un titre mondial en gagnant un combat des poids mi-moyens contre Young Jack Thompson. Il parviendra également à être champion du monde des poids moyens au cours de son impressionnante carrière, disputant plus de 130 combats.
Au Québec, les combats ont souvent lieu à Montréal, que ce soit dans le célèbre Forum de Montréal, au Stade Delorimier, au théâtre Saint-Denis, au Monument National mais aussi dans d'autres villes et en région, à Québec, Sherbrooke, Drummondville ou Granby.
Dans les années 1930 et 1940, Dave Castilloux est l'un des meilleurs boxeurs québécois de l'époque. Le 10 juin 1936 il affronte un autre boxeur important de l'époque, Henri Pilotte.

### Un combat mémorable
Le 10 décembre 1958, au Forum de Montréal, un des plus mémorables combats de l'histoire de la boxe a lieu. Yvon Durelle, The Fighting Fisherman Acadien affronte le légendaire Archie Moore alors âgé de 45 ans. En plein hiver à l'extérieur, il fait un glacial -−25 °C. Le système de chauffage en déficience fait qu'il fait à peine 10 °C à l'intérieur. Yvon Durelle, 29 ans tente de ravir le titre mondial des mi lourds. Moore est favori pour ce combat. Durelle, une force de la nature, ne s'entraîne presque jamais mais contre toute attente, dès le premier round, il envoie Archie Moore au tapis puis une autre fois et une troisième. Normalement à la troisième chute au tapis Durelle aurait dû gagner mais pour une raison inconnue et questionnée, la règle de trois chutes ne semble pas s'appliquer pour ce combat. Moore se relève et se bat avec toute l'expérience qu'il a après 204 combats (Durelle ayant alors 93 combats à son actif). L'Américain est expédié au tapis encore une fois au 4e round mais il se relève. Il envoie à son tour Yvon Durelle au tapis au 7e round puis une dernière fois au 11e round. Durelle prend alors trop de temps pour se relever. Moore sort victorieux de ce combat légendaire que les critiques de boxe ont cité comme l'un des plus grands combats de l'histoire de la boxe professionnelle.
En 1965, la Palestre Nationale (qui deviendra le centre Paul-Sauvé) située à Montréal accueille de nombreux boxeurs amateurs qui viennent pour s'y entraîner. La boxe attire ainsi les jeunes issus souvent de classes défavorisées. La boxe québécoise connait alors son lot de succès. Pour la boxe professionnelle, les boxeurs vedettes sont tour à tour Fernand Marcotte, Gaétan Hart, Eddie Melo (le Torontois qui boxe au Québec), Donato Paduano, Jean-Claude LeClair ou encore Mario Cusson.

### La venue des Fighting Hilton
La famille Hilton dans les années 1980 a marqué la boxe québécoise. Surnommés les Fighting Hilton ou les Dalton des rings, ces boxeurs figurent parmi les plus grands noms de la boxe au Québec. La famille ayant un arrière-grand-père écossais champion d’Angleterre; un père champion canadien des poids légers, les 5 enfants (Dave Jr., Alex, Matthew, Stewart et James) baignent très rapidement dans cet univers où il est de règle d'apprendre l'art de la boxe. Cette éducation se fera dans un climat de violence familiale qui marquera le futur des jeunes Hilton puisqu'ils auront à plusieurs reprises des déboires avec la justice.
Matthew Hilton est le troisième Québécois à remporter un combat de championnat du monde (et le premier à réaliser l'exploit chez les siens, à Montréal). Le 27 juin 1987, il affronte l'Américain Buster Drayton champion IBF des super welters. Le talentueux Matthew remporte haut la main ce combat aux points en 15 reprises.

### Les dessous de la boxe
Surnommé le « noble art », la boxe connait aussi des drames.
La boxe est souvent reliée à la mafia. Le comité d’enquête présidé par le juge Raymond Bernier en 1986 révèle l’infiltration de la pègre américaine: des liens unissent notamment les Hilton à Frank Cotroni, le parrain présumé de la mafia montréalaise. Le promoteur des frères Hilton au début de leur carrière est Henri Spitzer. Don King, promoteur discutable, remarque rapidement leur talent et malgré l'objection de leur avocat Frank Shoofey, il parvient à signer avec Frank Cotroni un contrat d’exclusivité pour gérer leur carrière. Shoofey était fortement contre tout contrat d’exclusivité avec Don King qui mettait ainsi la main sur le futur des jeunes Hilton. On le retrouvera mort assassiné dans son bureau le 15 octobre 1985.
Tous les experts et amateurs avaient les plus grands espoirs envers les Hilton, mais cette famille qui a connu ses heures de gloire se sont dirigés de déboires en déboires. Violence, bagarres, arrestation, alcool, vols, sexe, même Gilles Proulx (animateur à la radio de CKAC à Montréal) leur plus fervent admirateur, s'en est retrouvé découragé. Comble du malheur, le jeune Stewart Hilton, que les experts déclaraient comme étant le plus talentueux de la famille Hilton, meurt dans un accident de voiture emportant sa petite amie (enceinte) avec lui. Il n'avait que 17 ans.

### Morts et blessures graves
Le 7 mai 1980, Ralph Racine (28-8-1) un boxeur de Niagara Falls, Ontario, affronte le populaire Gaétan Hart à Montréal. Ce dernier subit un KO au 12e et dernier round. Ralph Racine sombre dans le coma. Après son réveil on constate que son cerveau a subi des dommages irréversibles: il perd l'usage de ses jambes ce qui mettra un terme à sa carrière.
Le 20 juin 1980, au Stade Olympique de Montréal, le même jour du premier combat opposant Roberto Duran à Sugar Ray Leonard, le boxeur américain d'origine guyanaise Cleveland Denny (11-1-2) affronte Gaétan Hart alors champion canadien des poids légers dans un combat revanche (Hart lui avait ravi sa ceinture deux ans plus tôt). Hart lui passe le KO au 10e round mais Denny ne se relève pas et est transporté à l'hôpital. Comme Danny Tucker (7-2-0), un boxeur jamaïcain qui affrontait Raynald Cantin à Montréal en 1971, Cleveland Denny meurt quelques jours plus tard des suites de ses blessures dans le ring, le 3 juillet 1980, à l'âge de 24 ans. Toute la scène de boxe montréalaise est secouée.
Dans une entrevue que Gaétan Hart accorde à Allan Tremblay :

« … Allan Tremblay : Pierre Falardeau a raconté que vous aviez donné votre ceinture de championnat à Cleveland Denny à son enterrement... … »

« …Gaétan Hart: À l'époque, la ceinture se passait de champion à champion. Il y avait un portrait du Forum dessus. Cette ceinture-là, c'est Cleveland Denny qui l'avait, et c'est de lui que je l'ai gagnée quand je l'ai battu en 1978. Pour moi, c'était important de lui redonner cette ceinture, alors je l'ai mise dans son cercueil quand j'ai été le voir à ses funérailles. C'était un moment émouvant. C'était un geste de compassion, peut-être. Du respect pour lui, aussi… »

Le corps de Denny avait été rapatrié à New York et enterré au Cypress Cemetery de Brooklyn le vendredi matin.
Hart, 27 ans, était très hésitant à se présenter aux funérailles. Après s'être assuré que la famille de Denny l'accueillerait, il est entré seulement cinq minutes avant le début du service, tête basse et les yeux rougis, plein de larmes. Marchant avec hésitation, il s'est dirigé vers le cercueil de Denny exposé et a déposé la ceinture du champion autour de sa taille.
Hart (qui a été champion canadien des poids légers à trois reprises entre les années 1980 et 1984) est complètement atterré mais remonte tout de même sur le ring, son seul moyen de subsistance. À la suite du décès de Cleveland Denny, une enquête est ouverte et le rapport Néron recommande le 14 mai 1981 la création d’une Fédération de boxe professionnelle québécoise (FBPQ) afin que des mesures soient prises pour assurer la sécurité des boxeurs. Avant 1980, aucune autorité régissait la boxe au Québec. Certains pourtant réclament son abolition dès 1983, la qualifiant de barbarie légale.
Au milieu des années 1980, le Québec compte une trentaine de boxeurs professionnels, comparativement à environ deux cents pour le reste du Canada, et il est difficile de vivre de ce sport. Peu accèdent à l'élite et les cachets sont bien minces par rapport aux États-Unis. Ainsi, il n'est pas rare que des boxeurs de différentes catégories s'affrontent. Les raisons sont multiples: propulser la carrière d’un jeune; fournir un adversaire dont on connaît le calibre et le niveau d'expérience; faire connaître un nouveau boxeur talentueux, le tout malgré les récriminations des commissions athlétiques chargées du contrôle de la légalité des combats qui dénoncent ces actions.
Mais la territorialité des commissions et de leurs pouvoirs assujettis aux municipalités limite fortement leurs moyens d'actions et les contournements sont faciles. Dans son rapport déposé en 1986, le juge Bernier dénonce les contrats d’exclusivité entre promoteurs et leurs boxeurs. Les abus et le monopole sont de mise et maintes fois mentionnés par la Fédération de boxe professionnelle du Québec. Vers la fin des années 1980, la boxe au Québec traverse des moments de léthargie et de délaissement. On crée enfin la Régie des alcools, des courses et des jeux (RACJ) entre autres pour pallier ces nombreux problèmes.
En 2021, une boxeuse Mexicaine nommée Jeanette Zacarias Zapata connait aussi une triste fin à la suite du combat en sous-carte contre Marie-Pier Houle. Le rapport du coroner conclut que, dans le contexte où le sport vise à "envoyer l'adversaire au tapis", il s'agit d'un accident. Les recommandations adressées à la RACJ sont mineures. Des voix s'élèvent pour pointer les défaillances d'une industrie dont la culture de la "fiche-parfaite" se fait au détriment des boxeurs les plus précaires. 

### Un regain de popularité (1990 à 2000)
Au début des années 1990, la boxe connaît un regain de popularité avec l’arrivée de boxeurs prometteurs comme Stéphane Ouellet et Éric Lucas, qui sont encadrés par le réputé entraîneur Yvon Michel. Ce dernier cofonde en 1997 l'organisation de boxe professionnelle Interbox. Un vent de fraîcheur souffle désormais sur la boxe au Québec. La relève des Hilton semble enfin assurée et le monde de la boxe québécoise nettoyé et maintenant bien réglementé.
En 1993, Stéphane Ouellet est face au boxeur manitobain Roddy Batson et devient champion canadien des poids super welters sous les acclamations du public. Il se hisse rapidement dans les classements internationaux et est considéré comme le meilleur espoir du Québec (faisant carrière localement) pour accéder au titre de champion du monde. 
De plus, le montréalais Arturo Gatti connaît une glorieuse carrière aux États-Unis et est le quatrième Québécois à devenir champion du monde en 1995. Il devient un favori des fans, une vedette internationale et participera à de nombreux combats légendaires au cours de sa carrière, dont la célèbre trilogie Arturo Gatti VS Mickey Ward. 
Le Montréalais Otis Grant réalise pour sa part l'exploit de gagner un titre à l'étranger le 13 décembre 1997 en Angleterre en prenant la mesure de Ryan Rhodes dans un combat des poids moyens de la WBO chaudement disputé. 

### La saga Ouellet-Hilton (1998 à 2001)
Durant les années 1990, les deux boxeurs les plus populaires au Québec sont : Stéphane Ouellet, qui fait rapidement sa place parmi les premiers aspirants de sa catégorie pour un titre mondial et que tous les experts voient comme le plus talentueux boxeur du Québec; et Dave Hilton Jr., issu de la fameuse famille des Fighting Hilton. Une rivalité s'installe rapidement entre les deux, Ouellet représentant les francophones et l'archétype du gentil avec son humilité et son attitude sympathique, et Hilton représentant les anglophones et ayant une attitude plus impétueuse. De plus, Ouellet affronte et bat le frère de Dave Hilton, Alex Hilton, à deux reprises durant les années 1990. Les fans et les médias rêvent de voir une rencontre au sommet entre ces deux aspirants et un affrontement devient inévitable.
En 1998 a lieu à Montréal, dans un Centre Molson plein à craquer (le domicile des Canadiens de Montréal), le premier combat de ce qui deviendra la trilogie de combats de boxe la plus médiatisée de l'histoire du Québec : Ouellet VS Hilton. Ouellet étale tout son talent et domine la totalité du combat, mais Hilton se montre coriace et tient bon durant les 12 rounds. Au 12e et dernier round, Ouellet prend des risques et se lance à l'attaque afin de faire plaisir à la foule et d'essayer d'en finir. Durant la dernière minute du combat, alors que Ouellet est à bout de souffle et ouvre un peu sa défense, Hilton en profite et lance une redoutable combinaison gauche-droite qui ébranle Ouellet, qui tourne même dos à son adversaire avant de se retrouver dans les câbles. Hilton mitraille son adversaire de coups au point où Ouellet sort sa tête du ring, la passant entre les câbles, faisant mine de ne plus vouloir se battre. L'arbitre met soudainement fin au combat à la faveur de Hilton (plusieurs commentateurs affirmeront plus tard que l'arbitre aurait dû au moins donner un compte de 10 à Ouellet avant de le déclarer KO, mais on ignore si cela aurait vraiment changé l'issue du combat, car Ouellet était très ébranlé et tenait difficilement sur ses jambes). Dave Hilton Jr.  vient de choquer le monde de la boxe.
Le 20 mai 1999 a lieu un combat revanche, mais cette fois-ci le combat est à sens unique. Visiblement, Ouellet est encore affecté par sa défaite et la motivation n'y est pas. Hilton profite de cet avantage psychologique et met Ouellet KO en seulement 3 rounds. 
Hilton, maintenant très haut dans les classements, espère affronter les meilleurs de la division ou se battre pour le championnat du monde. Cependant, Ouellet insiste pour obtenir une seconde chance. Interbox, qui gère la carrière de Ouellet, accepte finalement et le 8 août 2000, celui qu'on surnomme "le Poète" l'emporte par décision unanime. Ce sera sa dernière victoire chez les professionnels, ses problèmes personnels en dehors du ring prenant le dessus jusqu'à sa retraite. Hilton, pour sa part, devient champion du monde des poids super-moyens de la WBC le 15 décembre 2000 en remportant une décision serrée contre Dingaan Thobela. Cependant, on lui retirera sa ceinture l'année suivante lorsqu'il est accusé et condamné à la prison pour agressions sexuelles sur ses deux filles mineures.

### L'âge d'or de la boxe au Québec (2000 à 2011-12)
Les années 2000 ouvrent une nouvelle ère pour la boxe québécoise qui est maintenant bien implantée et non sporadique comme par le passé. Des spectacles de boxe sont présentés régulièrement, le plus souvent au Casino de Montréal ou au Centre Bell. On peut attribuer ce nouvel âge d'or à la fois à la qualité de nombreux guerriers du ring qui décident de tenter l'aventure de la boxe professionnelle, mais aussi à l'esprit visionnaire et innovateur de nouveaux promoteurs qui font leur arrivée au Québec entre 1998 et 2016.
Tout d'abord, plusieurs nouveaux athlètes font leur apparition. En plus de Québécois de naissance comme Antonin Décarie (en), Sébastien Demers, Benoit Gaudet (en), Sébastien Gauthier, Kevin Bizier (en), Martin Desjardins, Jean-François Bergeron (en), Patrice L'Heureux et David Cadieux, plusieurs étrangers ou Québécois d'origines diverses choisissent le Québec pour s'entraîner et y faire leur carrière comme Leonard Dorin, Lucian Bute, Adrian Diaconu et Jo Jo Dan (Ionut Dan Ion) d'origine roumaine; Joachim Alcine, Jean Pascal, Adonis Stevenson, Dierry Jean (en), Nicholson Poulard et Renan St-Juste, d'Haïti; Walid Smichet (en) d'origine tunisienne ou encore  Olivier Lontchi (en), Herman Ngoudjo et Paul Mbongo issus du Cameroun. Tous ont adopté le Québec et les Québécois les ont adoptés.
En outre, l'implication de l'entraîneur émérite Yvon Michel, l'ambition de nombreux acteurs et la volonté de professionnaliser le milieu de la boxe québécoise changent énormément la donne à la fin des années 1990. Le 6 mars 1998, la naissance du groupe Interbox, cofondée par l'investisseur allemand Hans-Karl Mühlegg et par Yvon Michel qui en sera le premier directeur général, est un moment historique. Pour la première fois au Québec, une organisation ayant pour ambition d'organiser régulièrement des combats de qualité tant sur la scène locale qu'internationale permet à des boxeurs de pouvoir compter sur un salaire stable, des avantages sociaux (appartement, voiture, etc.) et un encadrement de grande qualité avec des entraîneurs, nutritionnistes, kinésiologues, thérapeutes sportifs, psychologues, etc. 
Cette dynamique permet à la boxe québécoise, au cours des années 2000, de voir naître en son sein plus de champions qu'elle n'en a jamais eu. D'abord, le 10 juillet 2001, au Centre Molson, Éric Lucas (Interbox) est le 7e Québécois à devenir champion du monde de boxe (après Jack Delaney, Lou Brouillard, Matthew Hilton, Arturo Gatti, Otis Grant en 1997 et Dave Hilton Jr.) en prenant sa revanche face au Britannique Glenn Catley par KO au 7e round d'un combat de 12, prenant de ce fait le titre vacant des super-moyens de la WBC. Ce même Catley l'avait battu un an et demi plus tôt. Il défend avec succès sa ceinture à plusieurs reprises avant de se la faire voler par Markus Beyer en Allemagne dans une décision très controversée. Qu'à cela ne tienne, Éric Lucas contribue énormément à populariser la boxe au Québec et à lui redonner ses lettres de noblesse grâce à une attitude humble, respectueuse et en étant très disponible pour les amateurs. 
Par la suite, le 5 janvier 2002, le boxeur québécois d'origine roumaine Leonard Dorin (Interbox) devient champion du monde à son tour à l'emportant de justesse par décision contre Raul Horacio Balbi, mettant la main sur la ceinture des poids légers de la WBA. Il subira lui aussi plus tard une décision controversée, puis refusera de se battre avant un combat contre son aspirant obligatoire en Roumanie dans un contexte très nébuleux.Il dira plus tard avoir été incapable de supporter la pression de sa popularité dans son pays natal.
L'histoire du groupe Interbox est faite de hauts et de bas, mais comme un boxeur qui se relève après un dur coup, l'organisation montréalaise parvient toujours à surmonter les embûches et à rebondir pour retrouver la voie du succès. En 2004, alors que l'écurie est au bord de la faillite après une série de malchances (défaites successives et blessures d'Éric Lucas, forfait de Leonard Dorin, etc.), Interbox tente de trouver de nouveaux acheteurs pour éviter de disparaître. Yvon Michel, se faisant refuser son offre de rachat, décide alors de devenir son propre patron et de voler de ses propres ailes en fondant le Groupe Yvon Michel (GYM) aux côtés entre autres de Bernard Barré et d'Alexandra Croft. De son côté, le groupe Interbox parvient finalement à survivre après plusieurs rebondissements, alors que l'ancien champion du monde et principale figure de proue du groupe, le boxeur Éric Lucas, devient le nouveau propriétaire de l'écurie.
Plus aucun promoteur n'ayant le monopole de la boxe professionnelle au Québec, une nouvelle rivalité s'installe durablement entre les concurrents Interbox et le Groupe Yvon Michel (GYM), bien qu'ils collaborent à l'occasion. Ils réussissent tous deux à attirer dans leurs rangs d'excellents combattants tant locaux qu'en provenance de pays étrangers, et à en faire des champions du monde.
Après un léger passage à vide et des moments plus difficiles de 2003 à 2007, la boxe québécoise reprend du poil de la bête grâce à une nouvelle génération de boxeurs. 
Le 7 juillet 2007 à Bridgeport, le boxeur Joachim Alcine (GYM) affronte l'Américain Travis Simms pour la ceinture de champion WBA des poids super-welters. Au terme des 12 rounds, les juges lui accordent la victoire à l'unanimité. Il réalise donc l'exploit de battre un champion du monde dans son patelin, à l'étranger. Il est en outre le premier combattant d'origine haïtienne à détenir un tel titre, et le premier du Groupe Yvon Michel. 
Quelques mois plus tard, le 15 octobre 2007 au centre Bell à Montréal, c'est au tour du gladiateur du ring Lucian Bute (Interbox) de décrocher une ceinture de championnat mondial, dans ce cas-ci celle des poids super-moyens de l'IBF en étant vainqueur par KO sur le Colombien Alejandro Berrio à la 11e reprise. Il devient ainsi le digne successeur d'Éric Lucas chez Interbox et devient également une grande vedette au Québec, défendant sa ceinture avec succès durant plusieurs années. 
Le 19 avril 2008, la séquence victorieuse se poursuit pour les boxeurs des écuries québécoises. Adrian "The Shark" Diaconu (Interbox), compatriote et ami de Lucian Bute, s'empare en Roumanie de la ceinture de champion intérimaire des mi-lourds du WBC en défaisant Chris Henry par décision unanime des juges,. C'est alors que commence un long règne des boxeurs québécois sur la division des poids mi-lourds, période qui s'étend encore jusqu'à ce jour. En effet, Diaconu perd son titre l'année suivante contre un autre boxeur québécois, le redoutable Jean Pascal (GYM), au terme d'un furieux combat de 12 rounds. Les deux protagonistes se retrouvent à nouveau dans le ring quelques mois plus tard. Malgré une sérieuse blessure à l'épaule (Pascal se la fait replacer à 3 reprises par ses hommes de coin durant la soirée), le nouveau champion parvient à avoir le dessus encore une fois. Aux côtés de Lucian Bute, Jean Pascal est l'autre grande vedette de boxe québécoise durant les années à venir. 

### La boxe québécoise à la croisée des chemins (2011-12 à nos jours)
En 2008, un nouveau venu a brassé les cartes dans le milieu de la boxe québécoise : le promoteur Eye of the Tiger Management (EOTTM), fondé par l'homme d'affaires montréalais d'origine libanaise Camille Estephan. Ce dernier, qui organise un 1er gala en 2010, connaît rapidement du succès au point de devenir vers 2013-2014 environ la deuxième plus grande écurie de boxe au Québec derrière GYM, position officialisée lorsqu'EOTTM absorbe le groupe Interbox en 2016,.Plusieurs observateurs prédisent alors que l'ancienne rivalité entre Interbox et GYM va se transposer chez la nouvelle écurie et qu'il y aura des flammèches entre Camille Estephan (EOTTM) et Yvon Michel, ce dernier ayant l'habitude d'avoir un grand avantage au Québec grâce à son expérience et ses réseaux.

## Décès et blessures graves
7 mai 1980 : paralysie de Ralph Racine à la suite du combat contre Gaétan Hart
20 juin 1980 : décès de Cleveland Denny à la suite du combat contre Gaétan Hart
27 mai 2017 : David Whittom décès à la suite du combat contre Gary Kopas, à Fredericton, Nouveau-Brunswick
2 septembre 2021 : décès de Jeannette Zacarias Zapata à la suite du combat contre Marie-Pier Houle

## Boxeurs et combats marquants

### Boxeurs du Québec en activité
Les listes suivantes comptent seulement les boxeurs ayant un minimum de 10 combats (boxeurs de nationalité québécoise ou qui vivent au Québec avec ou sans citoyenneté Canadienne).

### Boxeurs du Québec retirés
Boxeurs de nationalité québécoise ou qui ont vécu au Québec avec ou sans citoyenneté canadienne.

### Boxeurs canadiens et étrangers ayant eu un impact au Québec
- Yvon Durelle, (1929-2007) - (117 combats, 90 victoires, 24 défaites, 2 nul, 51 KO) (a boxé de 1947-1963) - décédé
- Archie Moore, (1916-1998) - (220 combats, 185 victoires, 23 défaites, 11 nul, 131 KO) (a boxé de 1935-1963) - décédé
- George Chuvalo, (1937-) - (93 combats, 73 victoires, 18 défaites, 2 nul, 64 KO) (a boxé de 1956-1978) - retiré
- Eddie Mello, (1960-2001) - (43 combats, 32 victoires, 8 défaites, 3 nuls, 27 KO) (a boxé de 78-86) - décédé

### Boxeurs éphémères et anecdotes
- Réjean Bergeron, (19?-) - (2 combats, 2 V, 0 D, 0 N, 0 KO) (a boxé de 1960-1961) - retiré, après 2 combats victorieux se retire.
- Eugene Brosseau, (1895-1968) - (29 combats, 24 V, 4 D, 0 N, 18 KO) (a boxé de 1919-1922) - décédé, a boxé 16 fois 1919.
- Fernand Cervan, (1929-) - (29 combats, 19 V, 7 D, 3 N, 14 KO) (a boxé de 1946-1949) - retiré, en 29 combats, a affronté 26 boxeurs ayant 7 combats et moins.
- Fernand Dupois, (19?-) - (4 combats, 0 V, 4 D, 0 N, 0 KO) (a boxé de 1955-1956) - retiré, après 4 défaites de suite aux points se retire.
- Raymond Daoust, (19?-) - (22 combats, 12 V, 9 D, 1 N, 5 KO) (a boxé de 1944-1947) - retiré, a boxé 13 fois en une seule année (1947)
- Claude Fortin, (1932) - (41 combats, 23 V, 12 D, 6 N, 4 KO) (a boxé de 1951-1955) - retiré, a boxé 19 fois en 1953.